# Дебед
Дебе́д (вірм. Դեբեդ, груз. დებედა) — річка у Вірменії та Грузії, права притока річки Храмі, яка є правою притокою Кури. Утворюється злиттям річок Памбак та Дзорагет в селі Дсех. Довжина (з Памбаком) становить 178 км, з них у Вірменії 152 км. Площа басейну 4050 км².
Тече вузькою та глибокою (до 350 м) ущелиною до села Баграташен. Річкою проходить ділянка вірмено-грузинської кордону протяжністю близько 12 км, що розділяє правобережне вірменське село Баграташен та лівобережне грузинське місто Садахло.
Перебіг швидкий, Дебед — найбільш повноводна річка Вірменії (за винятком Араксу). Води використовуються для зрошення і отримання електроенергії.
Великі притоки — Марція, Шног (зправа) і Ахтала (зліва).
На Дебеді знаходяться міста Алаверді, Ахтала, село Дсех (батьківщина Ованеса Туманяна), Одзун, включені до списку Всесвітньої спадщини ЮНЕСКО — Санаїн та Ахпат. У Санаїні зберігся кам'яний міст XIII століття через Дебед. Між Алаверді та Санаїном також проходить канатна дорога над річкою Дебед.
| Вірменія | Це незавершена стаття з географії Вірменії. Ви можете допомогти проєкту, виправивши або дописавши її. |

| Грузія | Це незавершена стаття з географії Грузії. Ви можете допомогти проєкту, виправивши або дописавши її. |